# بطولة العالم لسباق الدراجات على الطريق 1974
بطولة العالم لسباق الدراجات على الطريق 1974 هي الدورة ال47 من بطولة العالم لسباق الدراجات على الطريق، أجريت في مونتريال، كندا.

## برنامج المسابقات
رجال
- سباق الطريق ضد الساعة.
- سباق الطريق ضد الساعة للفرق.

سيدات
- سباق الطريق المداري.

## النتائج النهائية
| المسابقة              | ذهبية                       | فضية                   | برونزية                         |
| --------------------- | --------------------------- | ---------------------- | ------------------------------- |
| الرجال                |                             |                        |                                 |
| سباق الطريق ضد الساعة | إيدي ميركس (بلجيكا)         | رايمون بوليدور (فرنسا) | Mariano Martínez (فرنسا)        |
| الفريق البطل          | السويد                      | الاتحاد السوفيتي       | ألمانيا الشرقية                 |
| السيدات               |                             |                        |                                 |
| سباق الطريق المداري   | Geneviève Gambillon (فرنسا) | Bayba Tsaune (URS)     | Keetie van Oosten-Hage (هولندا) |